# سينما حركة هونغ كونغ
سينما الحركة في هونغ كونغ هي المصدر الرئيسي لشهرة صناعة السينما في هونغ كونغ. أفلام حركة هونغ كونغ لها جذور في الثقافة الصينية والأوبرا الصينية والسرد القصصي والتقاليد الجمالية، والتي جمعها صانعو الأفلام في هونغ كونغ مع عناصر من هوليوود والسينما اليابانية مع رقصات قتالية وتقنيات صناعة الأفلام، لخلق شكل ثقافي مميز ادى إلى جاذبية واسعة متعددة الثقافات.
فضلت أفلام الحركة الأولى في هونغ كونغ أسلوب التركيز على الغموض والقتال بالسيوف، ولكن قمع الاتجاه سياسيًا في الثلاثينيات من القرن الماضي واستبدل بأفلام الكونغ فو التي تصور فنون الدفاع عن النفس، وغالبًا ما كانت تضم أبطالًا شعبيين مثل ونغ فاي هونغ . أدت الاضطرابات الثقافية التي أعقبت الحرب إلى موجة ثانية من الأفلام الأولى ذات العنف البهلواني، تلاها ظهور أفلام الكونغ فو الأكثر جرأة والتي اشتهر بها استوديو استوديو شو براذرز.
بلغت سينما الحركة في هونغ كونغ ذروتها من السبعينيات إلى التسعينيات. شهدت السبعينيات عودة ظهور أفلام الكونغ فو أثناء صعود بروس لي وموته المفاجئ. وقد خلفه في الثمانينيات جاكي شان الذي اشاع استخدام الكوميديا والحركات الخطيرة والأماكن الحضرية لحديثة في أفلامه- وخلفه جيت لي، الذي جذبت مهاراته الأصلية الفنون القتالية الصينية الجماهير الشرقية والغربية على حد سواء. قدم العمل المبتكر للمخرجين والمنتجين مثل تسوي هارك وجون وو مزيدًا من التنوع مثل موضوعات مثل الثلاثيات والخوارق. ومع ذلك نزحت العديد من الشخصيات البارزة إلى هوليوود في التسعينيات مع تراجع الصناعة.

## أفلام فنون القتال المبكرة (أوائل القرن العشرين)
أفلام الفنون القتالية هي مساهمة الشعوب الصينية المميزة في سينما الحركة، وأشهرها أنتجت في هونغ كونغ. حيث ظهر هذا النوع أولاً في الأدب الشعبي الصيني. إذ شهد أوائل القرن العشرين انطلاقًا لروايات الفروسية القتالية، والتي نُشرت عمومًا في شكل متسلسل في الصحف. كانت هذه الحكايات عن محاربين بطوليين سيافين، وغالبًا ما تتميز بعناصر صوفية أو خيالية. سرعان ما استحوذ عذا النوع على صناعة الأفلام الصينية المبكرة، لا سيما في شنغهاي عاصمة السينما في ذلك الوقت. بدءًا من عشرينيات القرن الماضي، كانت الأفلام غالبًا ما تقتبس من الروايات التي تحظى بشعبية كبيرة وكان هذا النوع من الأفلام الصينية مهيمنًا لعدة سنوات.
انتهى الازدهار في ثلاثينيات القرن الماضي، بسبب معارضة رسمية من النخب الثقافية والسياسية، وخاصة حكومة الكومينتانغ، التي رأت أن هذه الافلام تعزز الخرافات والفوضى العنيفة. نتيجة لذلك انتقلت صناعة أفلام هذه إلى هونغ كونغ، التي كانت في ذلك الوقت مستعمرة بريطانية ذات اقتصاد وثقافة ليبرالية للغاية وصناعة أفلام متطورة و تمتلك قدرا من الحرية. كان فيلم The Adorned Pavilion (1938) أول فيلم فنون قتالية بالكانتونية اللغة الصينية المنطوقة في هونغ كونغ. 

## سينما فنون القتال ما بعد الحرب (من الأربعينيات إلى أوائل الستينيات)
بحلول أواخر الأربعينيات من القرن الماضي، أدت الاضطرابات في بر الصين الرئيسي والحرب الصينية اليابانية الثانية والحرب الأهلية الصينية، وانتصار الحزب الشيوعي الصيني - إلى تحويل مركز صناعة الأفلام باللغة الصينية إلى هونغ كونغ. واصلت الصناعة تقليد الفروسية القتالية في أفلام ومسلسلات الكانتونية الدرجة الثانية، على الرغم من أن السينما الأكثر شهرة بلغة الماندرين تجاهلت عمومًا هذا النوع. استخدمت الرسوم المتحركة والمؤثرات الخاصة المرسومة مباشرة على الفيلم باليد لمحاكاة قدرات الطيران والقوى الخارقة الأخرى للشخصيات؛ تضمنت الأفلام اللاحقة في The Six-Fingered Lord of the Lute (1965) والنار المقدسة ، الرياح البطولية (1966).
ظهر نوع من الافلام مضاد لأفلام الفروسية القتالية في أفلام الكونغ فو التي أنتجت أيضًا في هذا الوقت. أكدت هذه الأفلام على القتال الأكثر أصالة والتواضع غير المسلح. وكان أشهر مثال هو فنان القتالي الواقعي كوان تاك هينج. أصبح شخصية بطل غير مألوفة لبضعة أجيال على الأقل من هونغ كونغ من خلال تمثيل دور البطل الشعبي التاريخي ونغ فاي هونغ في سلسلة من ما يقرب من مائة فيلم، من قصة ونغ فاي هونغ الحقيقية (1949) إلى Wong Fei Hung Bravely Crushing the Fire Formation (1970).

## أفلام افروسية القتالية الجديدة (أواخر الستينيات إلى أوائل السبعينيات)
في النصف الثاني من الستينيات، افتتح أكبر استوديو في العصر، شو برارذ، جيلًا جديدًا من أفلام الفروسية القتالية، بدءًا من Xu Zenghong's Temple of the Red Lotus (1965)، وهو نسخة جديدة من الفيلم الكلاسيكي لعام 1928. كانت أفلام الماندرين هذه أكثر سخاءً وألوانًا؛ كان أسلوبهم أقل خيالية وأكثر كثافة، مع عنف أقوى وأكثر استخداما للحركات البهلوانية. لقد تأثروا بأفلام الساموراي المستوردة من اليابان وموجة روايات الفروسية القتالية لمؤلفين مثل جين جونغ ولايان جي يو والتي بدأت في الخمسينيات.
كانت موجة الفروسية القتالية للمدرسة الجديدة بمثابة انتقال لأفلام الحركة الموجهة للذكور إلى مركز سينما هونغ كونغ، والتي لطالما هيمنت عليها النجوم الإناث والأنواع التي تستهدف الجماهير النسائية، مثل الرومانسيات والمسرحيات الموسيقية. ومع ذلك، خلال الستينيات من القرن الماضي، كانت نجمات الحركة النسائية مثل تشنغ باي-بي وكوني شان بو تشو بارزة إلى جانب النجوم الذكور، مثل بطل السباحة السابق جيمي وانغ يو، واستمروا في التقليد القديم للمحاربات الإناث في مخرجات قصص الفروسية القتالية

## موجة الكونغ فو (السبعينيات)
شهدت أوائل السبعينيات من القرن الماضي إفساح مجال لتكرار جديد لأفام الكونغ فو وأكثر حزنًا وأكثر دموية، سيطرت على صناعة أفلام الحركة خلال السبعينيات وحتى أوائل الثمانينيات. أصبح مدربوا الدفاع عن النفس مثل تي لونغ وجوردون ليو من كبار النجوم حيث خصصت نسب متزايدة من أوقات الفيلم لمشاهد القتال. يعود الفضل لشهرة هذه الإفلام إلى الملاكم الصيني (1970)، هذا الفيلم من بطولة وإخراج جيمي وانج يو، تأثرت سينما الكونغ فو بشكل خاص باهتمام تشانغ برؤيته للقيم الذكورية والصداقة الذكورية. همشت الشخصيات المحاربة التي كانت بارزة في أواخر الستينيات من القرن الماضي، مع استثناءات بارزة مثل أنجيلا ماو.
كان المنافس الوحيد لـتشانغ باعتباره المخرج الأكثر تأثيرًا في هذا النوع هو مصمم رقصاته لاو كار ليونج (المعروف أيضًا باسم ليو شيا ليانغ في الماندرين). بدأ لاو إخراج أفلامه الخاصة للأخوة شو في عام 1975 مع الملاكم الروحي. في الأفلام اللاحقة مثل الجلادون من شاولين (1977)، الغرفة السادسة والثلاثين لشاولين (1978)، والأسلحة الأسطورية في الصين (1982)، شدد لاو على تقاليد وفلسفة فنون الدفاع عن النفس وسعى جاهداً لمنح القتال على الشاشة أصالة أكبر وأكبر من أي وقت مضى.

### بروس لي
أكثر شخصية مسؤولة عن هذا اشتهار هذه الافلام في تلك الفترة هو بروس لي، وهو فنان وممثل أميركي المولد نشأ في هونغ كونغ. أكمل لي أربعة أفلام فقط قبل وفاته عن عمر يناهز 32 عامًا: الرئيس الكبير (1971)، وقبضة الغصب وطريق التنين (كلاهما 1972)، ودخول التنين (1973). ينسب المؤرخ السينمائي الشرقي باتريك ماسياس نجاحه إلى (جلب) روح المحارب القديمة إلى يومنا هذا ... تطوير أسلوبه القتالي ... وامتلاكه كاريزما خارقة. حطمت أفلامه الثلاثة الأولى سجلات شباك التذاكر المحلية ونجحت في كثير من أنحاء العالم. بلغ أرباح قبضة الغضب ودخول التنين إجمالي ما يقدر بـ 100 مليون دولار أمريكي 130 مليون دولار أمريكي في جميع أنحاء العالم، على التوالي.
حقق فيلم دخول التنين باللغة الإنجليزية، وهو أول إنتاج مشترك بين الولايات المتحدة وهونج كونج، ما يقدر بنحو 350 مليون دولار أمريكي في جميع أنحاء العالم،  مما يجعله الفيلم الأكثر نجاحًا دوليًا من المنطقة. علاوة على ذلك، كان قراره في البداية بالعمل لدى استوديو الحصاد الذهبي الجديد والمبتكر، بدلاً من قبول عقد شو، كان عاملاً في صعود استوديوهات الحصاد الذهبي وانحدار استديوهات شو النهائي.

### جاكي شان وكوميديا الكونغ فو
الممثل الصيني الوحيد الذي نافس شهرة بروس لي العالمية هو جاكي شان. مثل العديد من فناني الكونغ فو في ذلك الوقت، خرج شان من التدريب في أوبرا بكين وبدأ في الفيلم كرجل أعمال. واعتبار نسخة أخرى من لي، في العديد من الأفلام بما في ذلك قبضة الغضب الجديدة (1976)، مع نجاح ضئيل. ولكن في عام 1978، تعاونت شان مع مصمم الرقصات يوين وو بينغ في أول ظهور إخراجي ليوين بعنوان أفعى في ظل نسر. المزج الناتج من الكوميديا الجسدية وأكشن الكونغ فو قدم لتشان أول نجاح له وأساسيات ما سيصبح أسلوبه المميز. كان فيلم المتابعة الذي قدمه شان مع يوان، السيد السكران (أيضًا 1978)، وظهوره الإخراجي الأول الضبع الشجاع (1979)، نجاحًا كبيرًا وعزز شعبيته.

Sammo Hung بصفته أستاذًا حكيمًا في Zu Warriors من Tsui Hark من الجبل السحري من عام 1983. تتحدث الحواجب البيضاء عن قوة غير عادية من جانب الشخصية.

على الرغم من أن هذه الأفلام لم تكن أولى أفلام الكونغ فو الكوميدية، إلا أنها أطلقت رواجًا ساعد في إعادة تنشيط نوع الكونغ فو المتضائل. ومن الملاحظ بشكل خاص في هذا الصدد، اثنان من زملائه في مدرسة أوبرا بكين في الطفولة، سامو هونغ ويوين بياو، اللذان قاما أيضًا بمسيرة مهنية في هذا التخصص، وأحيانًا شاركا في البطولة مع شان. هونغ، الذي اشتهر بالمفارقة الظاهرة في وزنه البدني وخفة الحركة الجسدية، صنع لنفسه أيضًا اسمًا كمخرج ومصمم رقصات الحركة منذ وقت مبكر، مع عناوين مثل دخول التنين السمين (1978). 

## معلومات المراجع
- Brady, Terrence J. Alexander Fu Sheng: Biography of the Chinatown Kid. Charleston, SC: CreateSpace, 2018. (ردمك 978-1717363671).
- Bordwell, David  [لغات أخرى]‏. Planet Hong Kong: Popular Cinema and the Art of Entertainment. Cambridge, MA: Harvard University Press, 2000. (ردمك 0-674-00214-8).
- Chan, Jackie, with جيف يانغ. I Am Jackie Chan: My Life in Action. New York: Ballantine, 1998. (ردمك 0-345-41503-5).
- Chute, David, and Cheng-Sim Lim, eds. Heroic Grace: The Chinese Martial Arts Film. Los Angeles: UCLA Film and Television Archive, 2003. (Film series catalog; no ISBN.)
- Dannen، Fredric؛ Long، Barry (1997). Hong Kong Babylon: The Insider's Guide to the Hollywood of the East. New York: Miramax Books. ISBN:9780786862672.
- Logan, Bey. Hong Kong Action Cinema. Woodstock, NY: The Overlook Press, 1995. (ردمك 0-87951-663-1).
- Teo, Stephen. Hong Kong Cinema: The Extra Dimensions. London: British Film Institute, 1997. (ردمك 0-85170-514-6).
- Teo, Stephen. "Shaw's Wuxia Films" in Ain-Ling, W. (2003) The Shaw Screen, Hong Kong Film Archive.
- Yang, Jeff. Once Upon a Time in China: A Guide to Hong Kong, Taiwanese, and Mainland Chinese Cinema. New York: Atria, 2003. (ردمك 0-7434-4817-0).